# 中華民國歷屆國民大會代表選舉政黨版圖
中華民國國民大會的選舉地理，大多以縣市層級或鄉鎮市區層級的行政區為區域界線劃分，用以探討各區域的選民的政黨偏向，以及對各種政治議題（如統獨問題等）的傾向。在2000年總統大選後，臺灣媒體開始提出「北藍南綠」、「決戰中臺灣」、「藍天綠地」等用詞，用以對臺灣的選舉地理做「概括」、「概略」的統計與整理。

## 歷屆國民大會代表選舉概況
- 1991年第二屆與1996年第三屆國民大會代表選舉採用複數選區單記不可讓渡投票制
- 2005年任務型國民大會代表選舉則採用政黨比例代表制。
- 政黨註紀以候選人登記參選時的黨籍為準。曾經取得高票之政黨為： 中國國民黨、 民主進步黨、 新黨、 全國民主非政黨聯盟及無黨籍人士。

| 直轄市 縣、市 | 選舉區     | 第二屆國民大會代表選舉 | 第二屆國民大會代表選舉 | 第三屆國民大會代表選舉 | 第三屆國民大會代表選舉 | 任務型國民大會代表選舉 |
| 直轄市 縣、市 | 選舉區     | 得票最高政黨           | 最高票當選人黨籍       | 得票最高政黨           | 最高票當選人黨籍       | 得票最高政黨           |
| ------------- | ---------- | ---------------------- | ---------------------- | ---------------------- | ---------------------- | ---------------------- |
| 臺北市        | 第一選舉區 | 中國國民黨             | 中國國民黨             | 民主進步黨             | 民主進步黨             | 中國國民黨             |
| 臺北市        | 第二選舉區 | 中國國民黨             | 中國國民黨             | 民主進步黨             | 民主進步黨             | 中國國民黨             |
| 臺北市        | 第三選舉區 | 中國國民黨             | 中國國民黨             | 新黨                   | 中國國民黨             | 中國國民黨             |
| 臺北縣        | 第一選舉區 | 中國國民黨             | 中國國民黨             | 中國國民黨             | 民主進步黨             | 民主進步黨             |
| 臺北縣        | 第二選舉區 | 中國國民黨             | 中國國民黨             | 中國國民黨             | 中國國民黨             | 民主進步黨             |
| 臺北縣        | 第三選舉區 | 中國國民黨             | 中國國民黨             | 中國國民黨             | 中國國民黨             | 民主進步黨             |
| 臺北縣        | 第四選舉區 | 中國國民黨             | 中國國民黨             | 中國國民黨             | 中國國民黨             | 民主進步黨             |
| 臺北縣        | 第五選舉區 | 中國國民黨             | 中國國民黨             | 中國國民黨             | 新黨                   | 民主進步黨             |
| 臺北縣        | 第六選舉區 | 中國國民黨             | 中國國民黨             | 中國國民黨             | 新黨                   | 民主進步黨             |
| 臺北縣        | 第七選舉區 | 中國國民黨             | 中國國民黨             | 中國國民黨             | 民主進步黨             | 民主進步黨             |
| 基隆市        | 選舉區     | 中國國民黨             | 民主進步黨             | 中國國民黨             | 新黨                   | 中國國民黨             |
| 宜蘭縣        | 第一選舉區 | 中國國民黨             | 中國國民黨             | 中國國民黨             | 民主進步黨             | 民主進步黨             |
| 宜蘭縣        | 第二選舉區 | 中國國民黨             | 民主進步黨             | 民主進步黨             | 民主進步黨             | 民主進步黨             |
| 桃園縣        | 第一選舉區 | 中國國民黨             | 中國國民黨             | 中國國民黨             | 民主進步黨             | 中國國民黨             |
| 桃園縣        | 第二選舉區 | 中國國民黨             | 中國國民黨             | 中國國民黨             | 中國國民黨             | 中國國民黨             |
| 桃園縣        | 第三選舉區 | 中國國民黨             | 中國國民黨             | 中國國民黨             | 中國國民黨             | 中國國民黨             |
| 桃園縣        | 第四選舉區 | 中國國民黨             | 中國國民黨             | 中國國民黨             | 中國國民黨             | 中國國民黨             |
| 桃園縣        | 第五選舉區 | 中國國民黨             | 中國國民黨             | 中國國民黨             | 中國國民黨             | 中國國民黨             |
| 新竹縣        | 選舉區     | 中國國民黨             | 中國國民黨             | 中國國民黨             | 中國國民黨             | 中國國民黨             |
| 新竹市        | 選舉區     | 中國國民黨             | 民主進步黨             | 中國國民黨             | 中國國民黨             | 中國國民黨             |
| 苗栗縣        | 第一選舉區 | 中國國民黨             | 中國國民黨             | 中國國民黨             | 中國國民黨             | 中國國民黨             |
| 苗栗縣        | 第二選舉區 | 中國國民黨             | 中國國民黨             | 中國國民黨             | 中國國民黨             | 中國國民黨             |
| 臺中縣        | 第一選舉區 | 中國國民黨             | 中國國民黨             | 中國國民黨             | 中國國民黨             | 民主進步黨             |
| 臺中縣        | 第二選舉區 | 中國國民黨             | 中國國民黨             | 中國國民黨             | 中國國民黨             | 民主進步黨             |
| 臺中縣        | 第三選舉區 | 中國國民黨             | 民主進步黨             | 中國國民黨             | 中國國民黨             | 民主進步黨             |
| 臺中縣        | 第四選舉區 | 中國國民黨             | 中國國民黨             | 中國國民黨             | 中國國民黨             | 民主進步黨             |
| 臺中市        | 第一選舉區 | 中國國民黨             | 民主進步黨             | 民主進步黨             | 民主進步黨             | 民主進步黨             |
| 臺中市        | 第二選舉區 | 中國國民黨             | 中國國民黨             | 中國國民黨             | 中國國民黨             | 民主進步黨             |
| 彰化縣        | 第一選舉區 | 中國國民黨             | 中國國民黨             | 中國國民黨             | 中國國民黨             | 民主進步黨             |
| 彰化縣        | 第二選舉區 | 中國國民黨             | 中國國民黨             | 中國國民黨             | 中國國民黨             | 民主進步黨             |
| 彰化縣        | 第三選舉區 | 中國國民黨             | 中國國民黨             | 中國國民黨             | 中國國民黨             | 民主進步黨             |
| 彰化縣        | 第四選舉區 | 中國國民黨             | 中國國民黨             | 中國國民黨             | 中國國民黨             | 民主進步黨             |
| 南投縣        | 第一選舉區 | 中國國民黨             | 全國民主非政黨聯盟     | 中國國民黨             | 民主進步黨             | 中國國民黨             |
| 南投縣        | 第二選舉區 | 中國國民黨             | 中國國民黨             | 中國國民黨             | 中國國民黨             | 中國國民黨             |
| 雲林縣        | 第一選舉區 | 中國國民黨             | 中國國民黨             | 中國國民黨             | 中國國民黨             | 民主進步黨             |
| 雲林縣        | 第二選舉區 | 中國國民黨             | 中國國民黨             | 中國國民黨             | 中國國民黨             | 民主進步黨             |
| 嘉義縣        | 第一選舉區 | 中國國民黨             | 中國國民黨             | 中國國民黨             | 中國國民黨             | 民主進步黨             |
| 嘉義縣        | 第二選舉區 | 中國國民黨             | 中國國民黨             | 中國國民黨             | 中國國民黨             | 民主進步黨             |
| 嘉義市        | 選舉區     | 中國國民黨             | 中國國民黨             | 中國國民黨             | 民主進步黨             | 民主進步黨             |
| 臺南縣        | 第一選舉區 | 中國國民黨             | 中國國民黨             | 中國國民黨             | 中國國民黨             | 民主進步黨             |
| 臺南縣        | 第二選舉區 | 中國國民黨             | 中國國民黨             | 中國國民黨             | 中國國民黨             | 民主進步黨             |
| 臺南市        | 第一選舉區 | 中國國民黨             | 中國國民黨             | 中國國民黨             | 民主進步黨             | 民主進步黨             |
| 臺南市        | 第二選舉區 | 中國國民黨             | 中國國民黨             | 中國國民黨             | 中國國民黨             | 民主進步黨             |
| 高雄市        | 第一選舉區 | 中國國民黨             | 中國國民黨             | 中國國民黨             | 中國國民黨             | 民主進步黨             |
| 高雄市        | 第二選舉區 | 中國國民黨             | 中國國民黨             | 中國國民黨             | 民主進步黨             | 民主進步黨             |
| 高雄縣        | 第一選舉區 | 中國國民黨             | 中國國民黨             | 中國國民黨             | 無黨籍                 | 民主進步黨             |
| 高雄縣        | 第二選舉區 | 中國國民黨             | 中國國民黨             | 中國國民黨             | 民主進步黨             | 民主進步黨             |
| 高雄縣        | 第三選舉區 | 中國國民黨             | 中國國民黨             | 中國國民黨             | 中國國民黨             | 民主進步黨             |
| 高雄縣        | 第四選舉區 | 中國國民黨             | 中國國民黨             | 中國國民黨             | 民主進步黨             | 民主進步黨             |
| 屏東縣        | 第一選舉區 | 中國國民黨             | 中國國民黨             | 中國國民黨             | 民主進步黨             | 民主進步黨             |
| 屏東縣        | 第二選舉區 | 中國國民黨             | 中國國民黨             | 中國國民黨             | 中國國民黨             | 民主進步黨             |
| 花蓮縣        | 選舉區     | 中國國民黨             | 中國國民黨             | 中國國民黨             | 民主進步黨             | 中國國民黨             |
| 臺東縣        | 選舉區     | 中國國民黨             | 中國國民黨             | 中國國民黨             | 中國國民黨             | 中國國民黨             |
| 澎湖縣        | 選舉區     | 中國國民黨             | 中國國民黨             | 中國國民黨             | 中國國民黨             | 中國國民黨             |
| 金門縣        | 選舉區     | 中國國民黨             | 中國國民黨             | 新黨                   | 新黨                   | 中國國民黨             |
| 連江縣        | 選舉區     | 中國國民黨             | 中國國民黨             | 中國國民黨             | 新黨                   | 中國國民黨             |
| 平地原住民    | 選舉區     | 中國國民黨             | 中國國民黨             | 中國國民黨             | 中國國民黨             | 不適用                 |
| 山地原住民    | 選舉區     | 中國國民黨             | 中國國民黨             | 中國國民黨             | 中國國民黨             | 不適用                 |

## 圖表
| 選舉              | 各選區得票最高政黨 | 各選區最高票當選人黨籍 | 圖例                                           |
| ----------------- | ------------------ | ---------------------- | ---------------------------------------------- |
| 第二屆 （1991年） |                    |                        | 中國國民黨。 民主進步黨。 全國民主非政黨聯盟。 |
| 第三屆 （1996年） |                    |                        | 中國國民黨。 民主進步黨。 新黨。 無黨籍人士。  |
| 任務型 （2005年） |                    |                        | 民主進步黨。 中國國民黨。                      |

### 注解
1. ↑  選舉地理是社會地理及政治地理的一部分，用以對一個國家各區域的選民素質、選情推定、民意測驗等進行統計分析為主的研究，探討選民對政情反應、社會輿論傾向、選舉制度差異、選區劃分等問題[1]。

### 文獻
1. ↑  About Electoral Geography （英文） （页面存档备份，存于），Electoral Geography.com，於2010年7月24日查閱。
2. ↑  北藍南綠的政黨版圖[永久]，國政評論，內政組特約研究員 王業立，2001年12月11日。
3. ↑  台北更獨 ／南綠北藍 另有真相  （页面存档备份，存于），國政評論，林濁水，2007年11月20日。

### 書目
- 《第二屆國民大會代表選務工作總檢討會資料》，中央選舉委員會，1992年
- 《第九任總統副總統暨第三屆國民大會代表選舉概況》，中央選舉委員會，1996年
- 《國民大會會議實錄》，國民大會秘書處編，2005年

### 外部連結
- 中央選舉委員會歷次選舉摘要
- 中央選舉委員會選舉資料庫（页面存档备份，存于）
- 國立政治大學選舉研究中心